# چهره‌های کوچک (فیلم)
چهره‌های کوچک (انگلیسی: Small Faces) فیلمی در ژانر درام به کارگردانی گیلیز مک‌کینون است که در سال ۱۹۹۶ منتشر شد. از بازیگران آن می‌توان به لورا فریزر و کوین مک‌کید اشاره کرد.